# Acronicta spinigera
Acronicta spinigera là một loài bướm đêm trong họ Noctuidae.